# دييغو بري
دييغو بري (بالإسبانية: Diego Bri)‏ هو لاعب كرة قدم إسباني في مركز نصف الجناح، ولد في 12 سبتمبر 2002 في ألش في إسبانيا. لعب مع نادي إلتشي.

## وصلات خارجية
- دييغو بري على موقع قاعدة بيانات كرة القدم.إي يو (الإنجليزية)
- دييغو بري على موقع Soccerway.com (الإنجليزية)